# Zelomorpha melanostoma
Zelomorpha melanostoma är en stekelart som först beskrevs av Cameron 1887.  Zelomorpha melanostoma ingår i släktet Zelomorpha och familjen bracksteklar. Inga underarter finns listade i Catalogue of Life.